# .lk
.lk је највиши Интернет домен државних кодова (ccTLD) за Шри Ланку.